# 카핑아마랑이어
카핑아마랑이어(Kapingamarangi)는 미크로네시아 연방에서 쓰이는 폴리네시아어군 언어이다. 1995년 기준으로 모어 화자는 3,000명이 있었다. 누쿠오로어와 가까운 관계이다.

## 같이 보기
- 누쿠오로어
- 역외 폴리네시아
- 폴리네시아어군
- 토켈라우어

## 참고 문헌
- Anderson, Gregory D.S. and K. David Harrison (2013). Kapingamarangi Talking Dictionary[깨진 링크(과거 내용 찾기)]. Living Tongues Institute for Endangered Languages.
- Elbert, S. (1946). Kapingamarangi and Nukuoro Word List, With Notes on Linguistic Position, Pronunciation, and Grammar. United States: United States Military Government
- Lieber, M. D., & Dikepa, K. H. (1974). Kapingamarangi Lexicon. Hawaii, United States: The University Press of Hawaii.